# Matej Mohorič
Matej Mohorič (Kranj, 19 ottobre 1994) è un ciclista su strada sloveno che corre per il team Bahrain Victorious. Già campione del mondo Juniores 2012 nel Limburgo e iridato Under-23 2013 in Toscana, è professionista dal 2014. Nella massima categoria si è aggiudicato un'edizione della Milano-Sanremo (nel 2022), oltre a una tappa al Giro d'Italia, tre al Tour de France e una alla Vuelta a España; è stato anche campione del mondo gravel nel 2023.

## Palmarès

### Strada
- 2011 (Juniores)

Campionati sloveni, Prova a cronometro Juniores
- 2012 (Juniores)

Classifica generale Oberösterreich Juniorenrundfahrt
Classifica generale Giro della Lunigiana
1ª tappa Giro di Basilicata (Tricarico > Genzano di Lucania)
2ª tappa Giro di Basilicata (Melfi > Picerno)
3ª tappa, 2ª semitappa Giro di Basilicata (Viggiano > Viggiano, cronometro)
4ª tappa Giro di Basilicata (Sant'Arcangelo > Castelluccio Inferiore)
Classifica generale Giro di Basilicata
Campionati del mondo, Prova in linea Juniores
- 2013 (Sava)

Campionati del mondo, Prova in linea Under-23
- 2016 (Lampre-Merida, una vittoria)

6ª tappa Tour of Hainan (Changjiang > Wuzhishan)
- 2017 (UAE Team Emirates, due vittorie)

7ª tappa Vuelta a España (Llíria > Cuenca)
Hong Kong Challenge
- 2018 (Bahrain-Merida, sette vittorie)

Gran Premio Industria e Artigianato
10ª tappa Giro d'Italia (Penne > Gualdo Tadino)
Campionati sloveni, Prova in linea
1ª tappa Österreich-Rundfahrt (Feldkirch > Feldkirch)
Classifica generale BinckBank Tour
3ª tappa Giro di Germania (Treviri > Merzig)
Classifica generale Giro di Germania
- 2019 (Bahrain-Merida, una vittoria)

7ª tappa Giro di Polonia (Bukowina Resort > Bukowina Tatrzańska)
- 2021 (Bahrain Victorious, quattro vittorie)

Campionati sloveni, Prova in linea
7ª tappa Tour de France (Vierzon > Le Creusot)
19ª tappa Tour de France (Mourenx > Libourne)
7ª tappa Benelux Tour (Namur > Geraardsbergen)
- 2022 (Bahrain Victorious, due vittorie)

Milano-Sanremo
Classifica generale Giro di Croazia
- 2023 (Bahrain Victorious, sei vittorie)

5ª tappa Giro di Slovenia (Vrhnika > Novo mesto)
19ª tappa Tour de France (Moirans-en-Montagne > Poligny)
2ª tappa Giro di Polonia (Leszno > Karpacz)
Classifica generale Giro di Polonia
5ª tappa Renewi Tour (Riemst > Bilzen)
4ª tappa Giro di Croazia (Veglia > Albona)
- 2024 (Bahrain Victorious, due vittorie)

2ª tappa Volta a la Comunitat Valenciana (Canals > Mancomunitat de la Valldigna)
Campionati sloveni, Prova a cronometro

#### Altri successi
- 2012 (Juniores)

Classifica a punti Giro di Basilicata
Classifica scalatori Giro di Basilicata
- 2016 (Lampre-Merida)

Hong Kong Cyclothon
- 2018 (Bahrain-Merida)

Classifica giovani Giro di Germania
Classifica a punti Giro di Germania
- 2021 (Bahrain Victorious)

Classifica a punti Giro di Slovenia
- 2023 (Bahrain Victorious)

Classifica a punti Giro di Polonia

### Gravel
- 2023 (Bahrain Victorious, una vittoria)

Campionati del mondo, gara Elite

## Piazzamenti

### Grandi Giri
- Giro d'Italia

2016: 98º
2017: 135º
2018: 30º
2021: ritirato (9ª tappa)
- Tour de France

2019: 119º
2020: 76º
2021: 31º
2022: 85º
2023: 72º
2024: 127º
2025: 126º
- Vuelta a España

2015: ritirato (6ª tappa)
2017: 29º
2020: non partito (3ª tappa)

### Classiche monumento
- Milano-Sanremo

2017: 57º
2018: 25º
2019: 5º
2020: 10º
2021: 11º
2022: vincitore
2023: 8º
2024: 6º
2025: 100º
- Giro delle Fiandre

2019: 41º
2022: 21º
2023: ritirato
2024: ritirato
2025: 21º
- Parigi-Roubaix

2019: 69º
2021: ritirato
2022: 5º
2023: 29º
2025: ritirato
- Liegi-Bastogne-Liegi

2014: 127º
2015: ritirato
2017: 93º
2019: 36º
2020: 4º
2021: 10º
2022: 36º
2023: 40º
- Giro di Lombardia

2018: 56º
2021: ritirato
2022: 61º
2024: 111º

### Competizioni mondiali
- Campionati del mondo su strada

Copenaghen 2011 - Cronometro Juniores: 36º
Copenaghen 2011 - In linea Juniores: 87º
Limburgo 2012 - Cronometro Juniores: 2º
Limburgo 2012 - In linea Juniores: vincitore
Toscana 2013 - Cronometro Under-23: 55º
Toscana 2013 - In linea Under-23: vincitore
Ponferrada 2014 - Cronometro Elite: 56º
Bergen 2017 - In linea Elite: 91º
Innsbruck 2018 - In linea Elite: ritirato
Yorkshire 2019 - In linea Elite: ritirato
Fiandre 2021 - In linea Elite: 14º
- Campionati del mondo gravel

Veneto 2023 - Elite: vincitore
Fiandre 2024 - Elite: 7º
- Giochi olimpici

Rio de Janeiro 2016 - In linea: ritirato
Parigi 2024 - In linea: ritirato
- UCI World Tour/UCI World Ranking

UCI World Ranking 2015: 669º
UCI World Ranking 2016: 869º
UCI World Tour 2017: 117º
UCI World Ranking 2017: 102º
UCI World Tour 2018: 59º
UCI World Ranking 2018: 36º
UCI World Ranking 2019: 96º
UCI World Ranking 2020: 86º
UCI World Ranking 2021: 12º
UCI World Ranking 2022: 28º
UCI World Ranking 2023: 20º
UCI World Ranking 2024: 73º

### Competizioni continentali
- Campionati europei su strada

Offida 2011 - In linea Juniores: 43º
Goes 2012 - Cronometro Juniores: 3º
Goes 2012 - In linea Juniores: 4º
Herning 2017 - In linea Elite: 50º
Glasgow 2018 - In linea Elite: 16º
Trento 2021 - In linea Elite: 13º